# Superintendência do Desenvolvimento do Nordeste

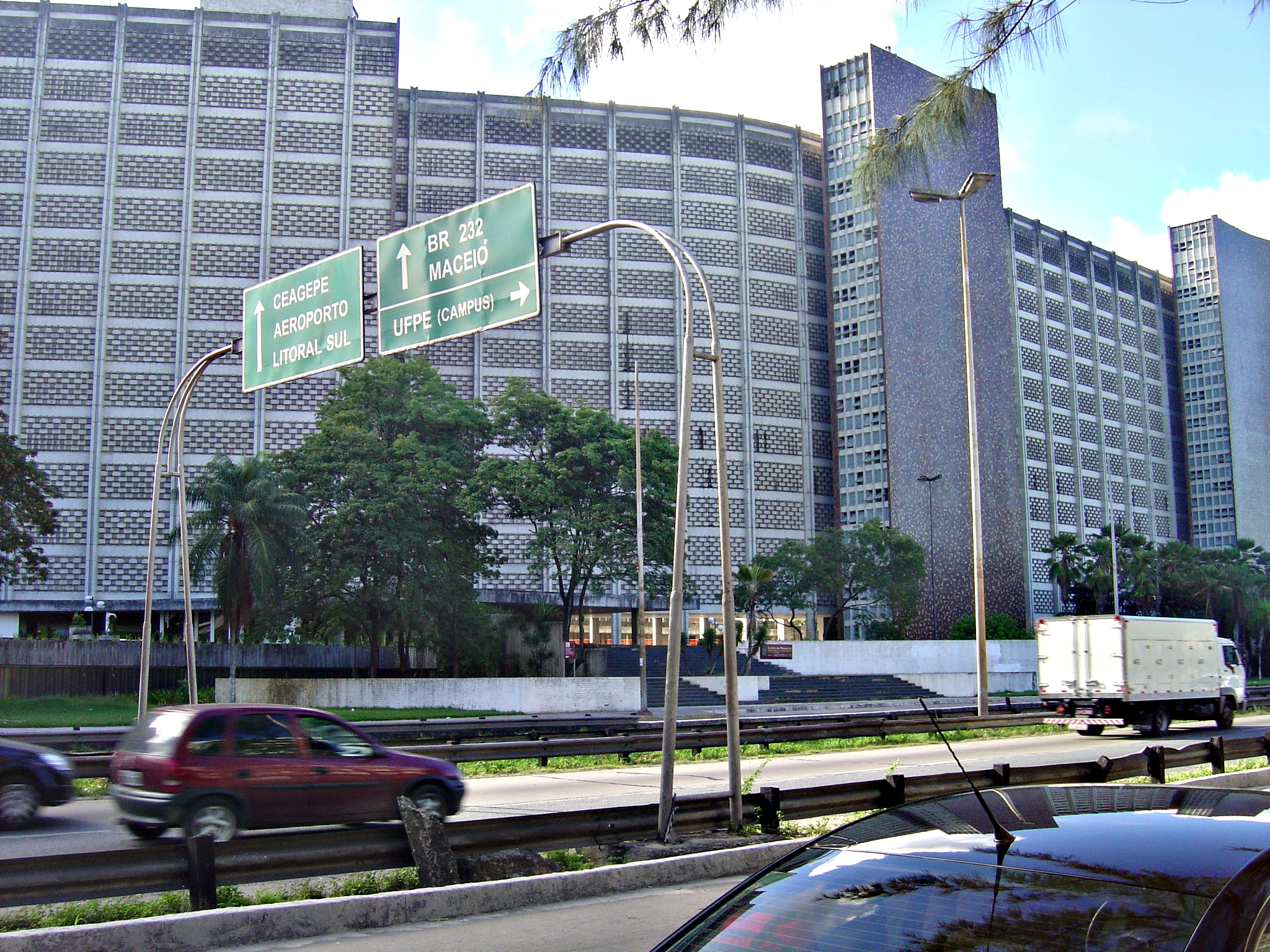
El edificio Sudene

La Superintendência do Desenvolvimento do Nordeste [SUDENE] (en español: Superintendencia de Desarrollo del Nordeste) es un órgano brasileño que se encarga de combatir las sequías de la Región Nordeste de Brasil. Fue creado por la ley 3.692 de 1959 durante el gobierno desarrollista de Juscelino Kubitschek. Durante años recibió recursos del Fundo de Investimento do Nordeste (FINOR) (es: Fondo de Inversión del Nordeste), provenientes del impuesto a la renta.